# Discamminidae
Discamminidae es una familia de foraminíferos bentónicos de la superfamilia Lituoloidea, del suborden Lituolina y del orden Lituolida. Su rango cronoestratigráfico abarca desde el Cretácico superior hasta la Actualidad.

## Discusión
Clasificaciones previas incluían Discamminidae en el suborden Textulariina del orden Textulariida, o en el orden Lituolida sin diferenciar el suborden Lituolina.

## Clasificación
Discamminidae incluye a los siguientes géneros:
- Ammoscalaria
- Discammina
- Glaphyrammina
- Starobogatovella